# شهاب رمضان
شهاب رمضان (زادهٔ ۲۸ مهر ۱۳۵۸ در تهران) خواننده، و آهنگساز، موسیقی پاپ ایرانی است.

## زندگی‌نامه
وی در سال ۱۳۵۸ خورشیدی در تهران به دنیا آمد. علاقهٔ زیاد او به موسیقی در دوران کودکی و نیز حمایت و تشویق پدر و مادرش که همواره خود را مدیون آنها می‌داند موجب گردید تا تحت نظر استادان برجسته‌ای نظیر استاد مهدی شمس نیکنام و آندره مرادیان در زمینه آواز سلفژ و پیانو به تحصیل موسیقی بپردازد.
او نخستین آثار خود را با همکاری شرکت آفاق فیلم (موسیقی متن) در تله فیلم‌های سینمایی آغاز کرد و در ادامهٔ فعالیت‌های خود با کارگردان‌های برجسته‌ای چون کاظم معصومی، آرش معیریان، اکبر منصور فلاح و اسماعیل فلاح‌پور در فیلم‌های اوهام، زهر و پادزهر، بوی خاک، راز آبنبات چوبی همکاری نمود.
شهاب رمضان سال ۱۳۸۶ در جشنوارهٔ رادیویی تسنیم در زمینه پاپ دو اثر برگزیده ارائه نمود که توسط محمد علیزاده و کاوه دانش به اجرا درآمد.
شهاب رمضان در طی سال‌های فعالیت خود برای هنرمندانی چون سیروان خسروی، بهنام صفوی، حمید عسکری، امین رستمی، ایمان قیاسی، امیر یگانه، نادر مسچی، بهرنگ بهادرزاده، رامین بی‌باک، آریا جهان میرزایی، کوروش مقیمی، طوفان کرمی، حمید پیروزنیا، رضا بهرام عهده‌دار خدماتی در زمینهٔ آهنگ‌سازی بوده‌است.
طی این دوران شهاب رمضان با سیروان خسروی و زانیار خسروی آشنا گردید و در اواخر سال ۱۳۸۶ مراحل تولید آلبوم موسیقی خود را با نام رمانتیک آغاز نمود که سیروان خسروی عهده‌دار تنظیم آن و خود نیز آهنگ‌سازی آن را بر عهده داشتند.
او آلبوم دوم خود را به نام جشن تنهایی در سال ۱۳۹۲ منتشر کرد که قطعات آن با آهنگ‌سازی خودش و سیروان خسروی و تنظیم‌های سیروان و زانیار خسروی می‌باشد.
همچنین او موفق به دریافت عنوان بهترین آهنگساز پاپ برای آهنگسازی آلبوم‌های جشن تنهایی و ۲۸ از زانیار خسروی از دومین جشن سالانهٔ موسیقی ما شد.
وی ۸ آبان ۱۳۹۲ مهمان برنامهٔ امروز هنوز تموم نشده از شبکه یک بود و گفتگوی خودمانی دربارهٔ موسیقی و فعالیت‌های خود و زندگی شخصی خود با مجری برنامه داشت. شهاب در این برنامه بارها نام سیروان خسروی را اعلام کرد تا مهری باشد بر تأیید دوستی او با سیروان و زانیار خسروی.
- صحبت‌های «حامد برادران و شهاب رمضان» در برنامهٔ «شهر باران» (شبکه یک سیما، ویژه برنامهٔ عید فطر)،[۶]

## ترانه‌شناسی

### آلبوم‌ها
آلبوم رومانتیک
| نام ترانه         | ترانه‌سرا    | آهنگساز                   | تنظیم        |
| ----------------- | ----------- | ------------------------- | ------------ |
| دوباره بیا        | علی بحرینی  | زانیار خسروی و شهاب رمضان | سیروان خسروی |
| اینم از تو        | ترانه مکرم  | شهاب رمضان                | سیروان خسروی |
| پشیمونی           | امیر ارجینی | شهاب رمضان                | سیروان خسروی |
| چشام تورو می‌بینه  | محمد کاظمی  | شهاب رمضان                | سیروان خسروی |
| خودم فدات میشم    | علی بحرینی  | زانیار خسروی              | سیروان خسروی |
| هنوزم عاشقتم      | امیر ارجینی | شهاب رمضان                | سیروان خسروی |
| رمانتیک           | امیر ارجینی | شهاب رمضان                | سیروان خسروی |
| تکیده و تنها      | امیر ارجینی | شهاب رمضان                | سیروان خسروی |
| از دست تو ناراحتم | امیر ارجینی | شهاب رمضان                | سیروان خسروی |
| ببخش و بگذر       | امیر ارجینی | شهاب رمضان                | سیروان خسروی |

### جشن تنهایی
| نام ترانه  | ترانه‌سرا    | آهنگساز                   | تنظیم        |
| ---------- | ----------- | ------------------------- | ------------ |
| لحظه‌ها     | امیر یگانه  | امیر یگانه                | سیروان خسروی |
| خوشبختم    | حسین غیاثی  | سیروان خسروی              | سیروان خسروی |
| عاشق‌کشون   | امیر ارجینی | شهاب رمضان                | سیروان خسروی |
| حالم خوبه  | امیر یگانه  | امیر یگانه                | زانیار خسروی |
| غم عشق     | امیر ارجینی | سیروان خسروی              | سیروان خسروی |
| خونه       | حسین صفا    | شهاب رمضان                | زانیار خسروی |
| خواب       | حسین صفا    | شهاب رمضان و سیروان خسروی | سیروان خسروی |
| آخرین بار  | امیر ارجینی | شهاب رمضان                | زانیار خسروی |
| سهم من     | علی استیری  | سعید سام                  | سیروان خسروی |
| قسمت       | علی بحرینی  | شهاب رمضان و سیروان خسروی | سیروان خسروی |
| جشن تنهایی | امیر ارجینی | شهاب رمضان                | سیروان خسروی |

### تک‌آهنگ‌ها
| نام ترانه                          | ترانه‌سرا                                | آهنگساز                   | تنظیم        |
| ---------------------------------- | --------------------------------------- | ------------------------- | ------------ |
| هنوزم عاشقتم (به همراه بهنام صفوی) | امیر ارجینی                             | شهاب رمضان و بهنام صفوی   | سیروان خسروی |
| جادهٔ دنیا                          | فرید احمدی                              | شهاب رمضان                | سیروان خسروی |
| جشن تنهایی                         | امیر ارجینی                             | شهاب رمضان                | سیروان خسروی |
| سکوتتو بشکن                        | فاطمه زینعلی                            | شهاب رمضان                | سیاوش صدری   |
| دیوونه بازی (به همراه بهنام صفوی)  | محمد کاظمی                              | شهاب رمضان                | سیاوش صدری   |
| خوشبختم                            | حسین غیاثی                              | سیروان خسروی              | سیروان خسروی |
| بمیرم برات                         | محمد کاظمی                              | شهاب رمضان                | سیاوش صدری   |
| دنیارو با تو دوست دارم             | محمد کاظمی                              | شهاب رمضان                | سیاوش صدری   |
| آه ای خدا                          | محمد کاظمی                              | شهاب رمضان                | سیاوش صدری   |
| من واست جون میدم                   | امیر یگانه                              | شهاب رمضان و امیر یگانه   | سیاوش صدری   |
| مثه پاییزی و میری                  | حسین غیاثی                              | شهاب رمضان                | سیروان خسروی |
| اولین لبخند                        | حسین غیاثی                              | شهاب رمضان                | فرشاد فارسی  |
| با تو می‌خندم (به همراه رضا صادقی)  | محمد کاظمی                              | شهاب رمضان                | فرشاد فارسی  |
| عاشق شو                            | محمد کاظمی                              | شهاب رمضان                | آرون حسینی   |
| حالم بده                           | میثم یوسفی                              | شهاب رمضان                | سیاوش صدری   |
| رویای من                           | حسین غیاثی                              | شهاب رمضان                | نیمان غفاری  |
| حس عجیب                            | محمد کاظمی                              | شهاب رمضان                | نیمان غفاری  |
| بارون بمب                          | حسین صفا                                | شهاب رمضان                | سیاوش صدری   |
| یه عشقه                            | بابک بابایی                             | بابک بابایی               | نیمان غفاری  |
| با من نموند                        | بابک بابایی                             | شهاب رمضان و نیمان غفاری  | نیمان غفاری  |
| شهر باران                          | احمد امیرخلیلی                          | وحید پویان                | حامد برادران |
| یه صدا                             | احمد امیرخلیلی                          | شهاب رمضان                | نیمان غفاری  |
| خوشبختی ما                         | عاطفه حبیبی                             | شهاب رمضان و حامد برادران | حامد برادران |
| با خنده گریه می‌کنم                 | آرش ای‌پی                                | آرش ای‌پی                  | مسعود جهانی  |
| حس همیشگی                          | بابک بابایی                             | بابک بابایی و شهاب رمضان  | مسعود جهانی  |
| نرو                                | بابک بابایی                             | بابک بابایی               | نیمان غفاری  |
| چی ازت قشنگ‌تره                     | مهدی دارابی                             | مهدی دارابی               | مسعود جهانی  |
| تو که می‌خندی                       | مهدی دارابی                             | مهدی دارابی               | مسعود جهانی  |
| صدات تو گوشمه                      | مهدی دارابی                             | مهدی دارابی               | مسعود جهانی  |
| تو بری کی می‌مونه                   | علی یاسینی                              | علی یاسینی                | سعید شمس     |
| بمون تو خاطرم                      | پوریا متابعان                           | پوریا متابعان             | سیاوش صدری   |
| دروغ چرا                           | نیما معین                               | نیما معین                 | علی بیات     |
| اینجوری نگو                        | نیما معین                               | نیما معین                 | علی بیات     |
| فرش قرمز                           | نیما معین                               | نیما معین                 | علی بیات     |
| رفیق                               | نیما معین                               | نیما معین                 | علی بیات     |
| عاشق بی ادعا                       | نیما معین                               | نیما معین                 | علی بیات     |
| پادزهر                             | نیما معین                               | نیما معین                 | علی بیات     |
| آتیش بازی                          | نیما معین                               | نیما معین                 | علی بیات     |
| همه کس                             | نیما معین                               | نیما معین                 | علی بیات     |
| دلم تنگه برات                      | نیما معین                               | نیما معین                 | علی بیات     |
| دلتو بده به من                     | فرزام                                   | فرزام                     | علیرضا ریاضی |
| آرزومه                             | فرزام                                   | فرزام                     | علیرضا‌ریاضی  |
| چی موند ازت                        | علیرضا راشا و شهاب رمضان و علی اسماعیلی | شهاب رمضان و علی اسماعیلی | هادی جولانی  |
| تو دل برو                          | علی ایلیا                               | شهاب رمضان و علی اسماعیلی | هادی جولانی  |